# Église Saint-Pierre de Veymerange
Pour les articles homonymes, voir Église Saint-Pierre.
L'église Saint-Pierre est une église catholique romaine située à Veymerange, une petite ville située près de Thionville dans le département de la Moselle en région Grand Est. L'église est inscrite à l'inventaire du patrimoine culturel en France.

## Histoire
L'église Saint-Pierre a été construite vers 1250 par l'abbaye de Saint-Pierre-aux-Nonnains comme église filiale de la paroisse de Saint-Jean-Baptiste à Volkrange. Au XVe siècle, le premier bâtiment de l'église a été remplacé par une église gothique plus grande avec un chœur rectangulaire et une tour de chœur à l'angle de la nef et du chœur. En 1804, la paroisse de Volkrange est supprimée et Saint-Pierre est élevée au statut d'église paroissiale. En 1860, la nef a été agrandie d'un tiers en raison de la croissance de la paroisse. Une maison de sacrement de style gothique tardif a survécu dans le chœur qui, comme dans plusieurs autres églises de village en Lorraine, possède une rosace avec un remplissage en entrelacs à l'extérieur.

## Galerie

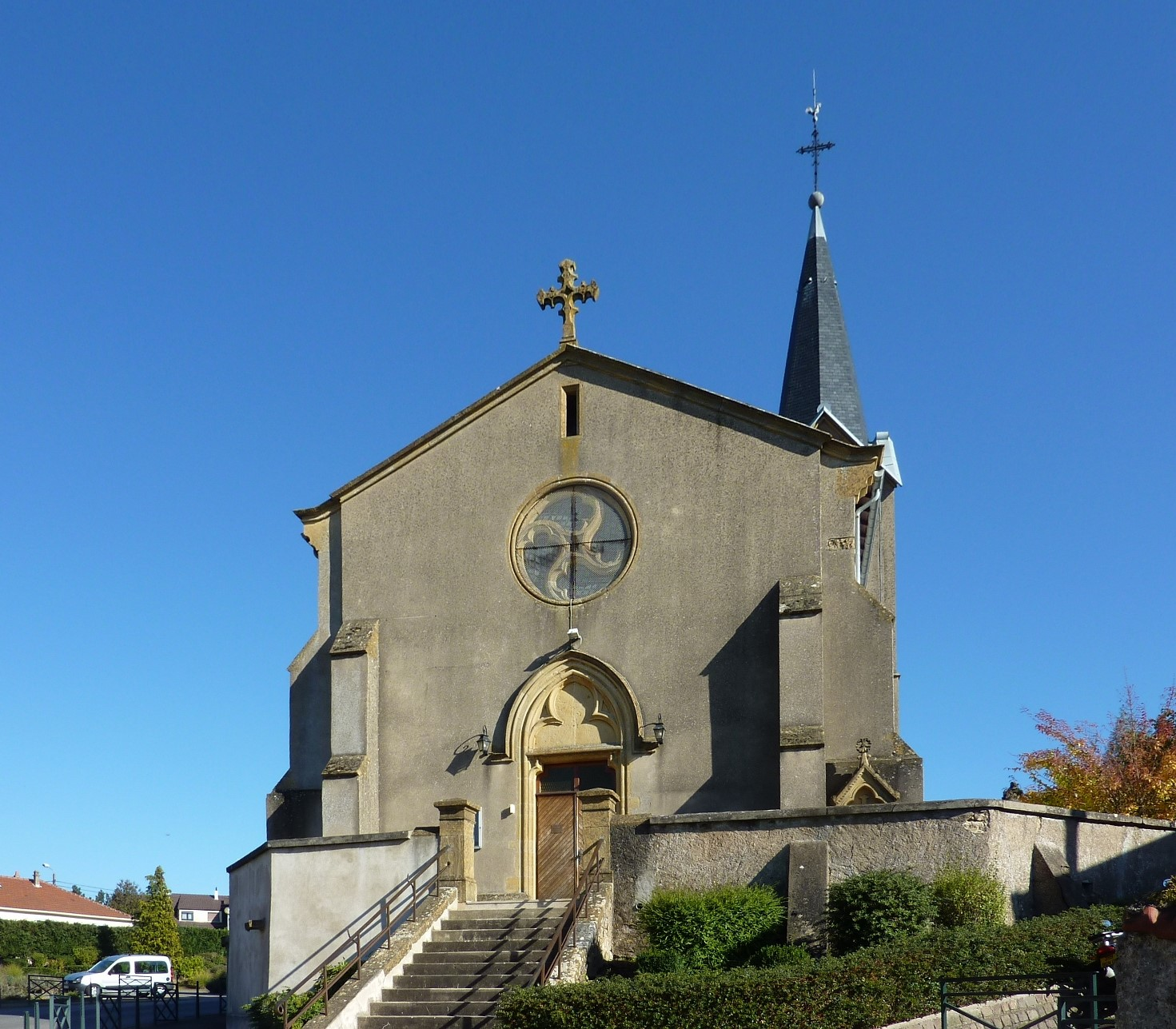
Façade.
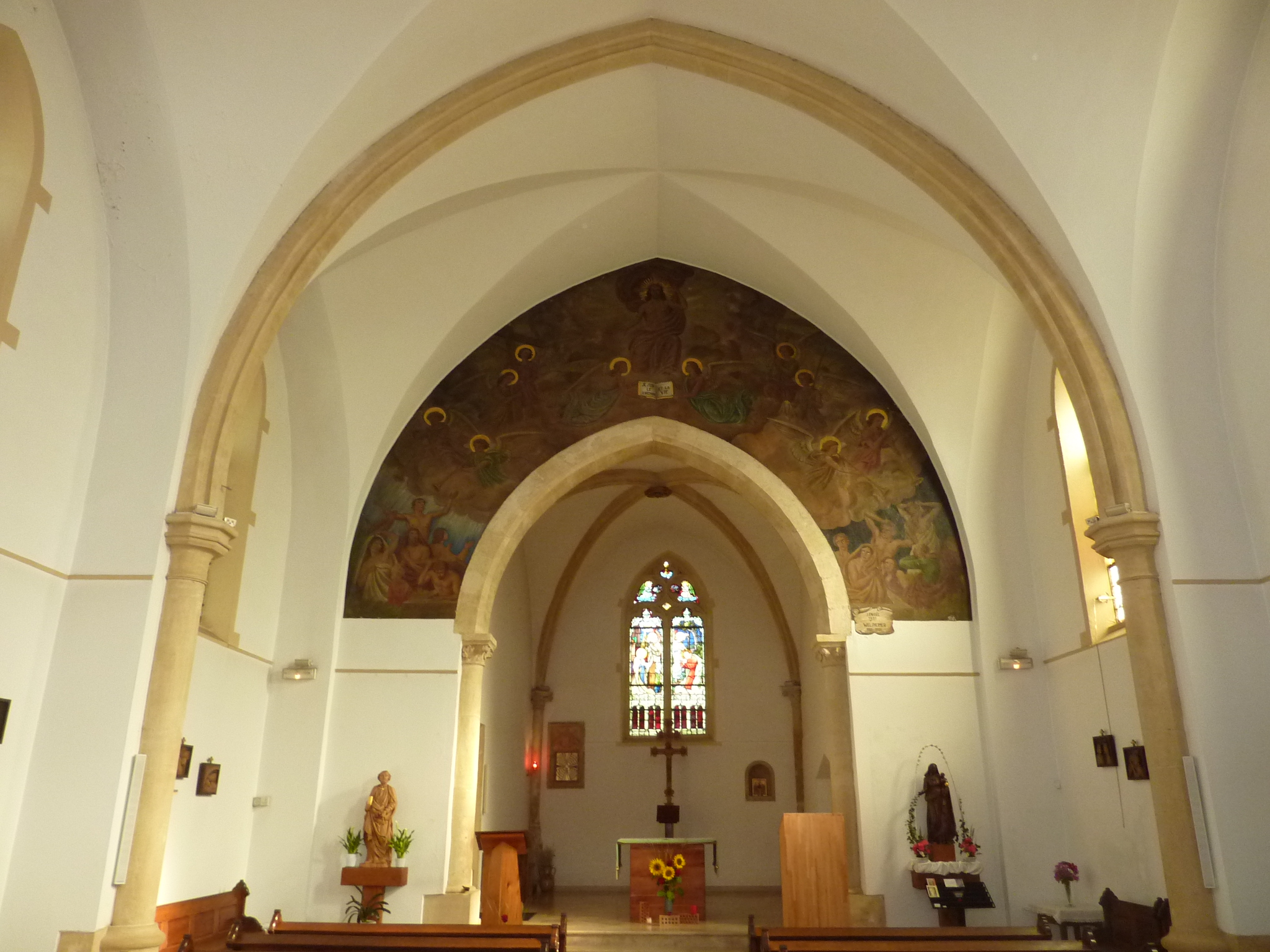
Intérieur.
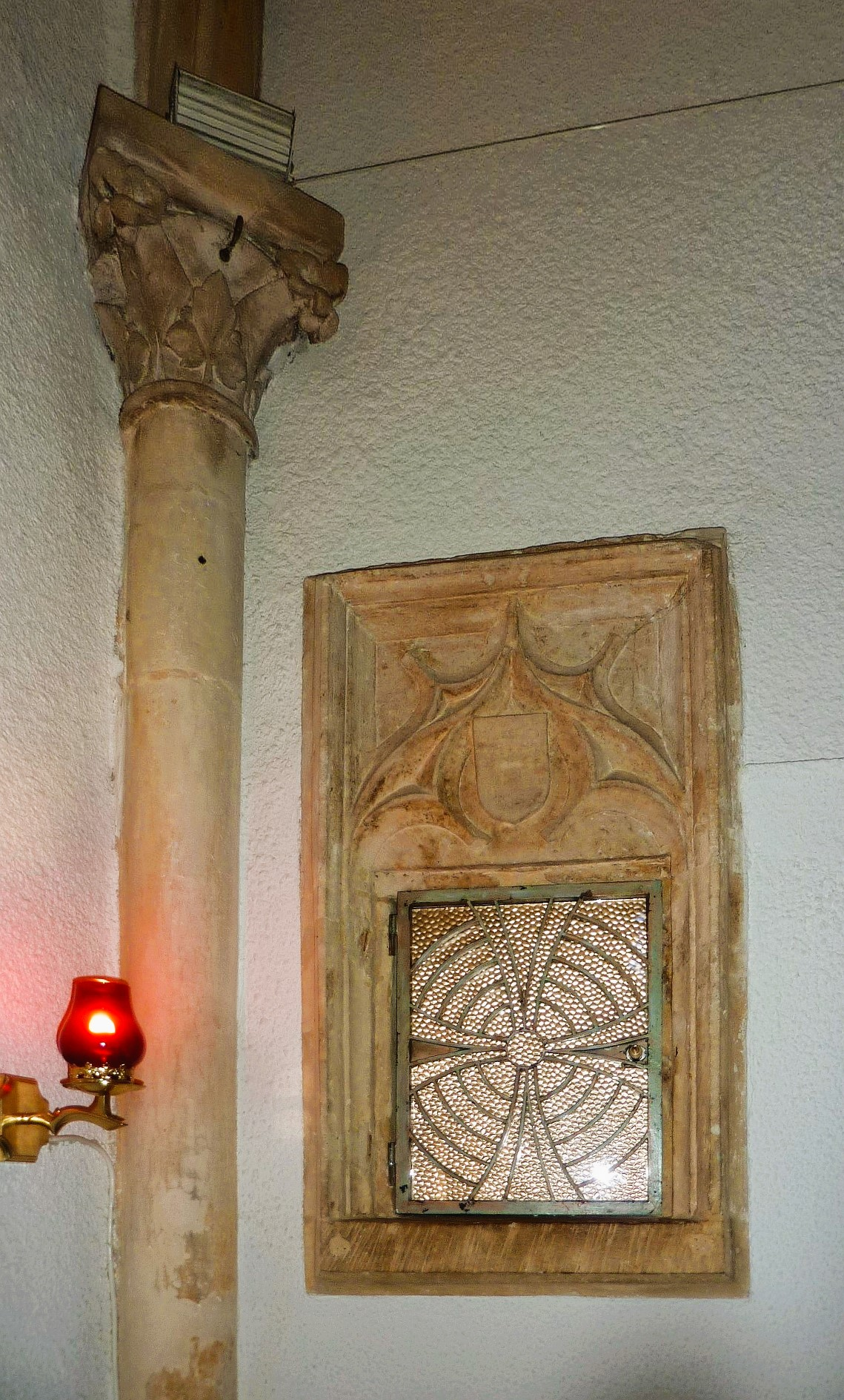
Maison des sacrements à l'intérieur.
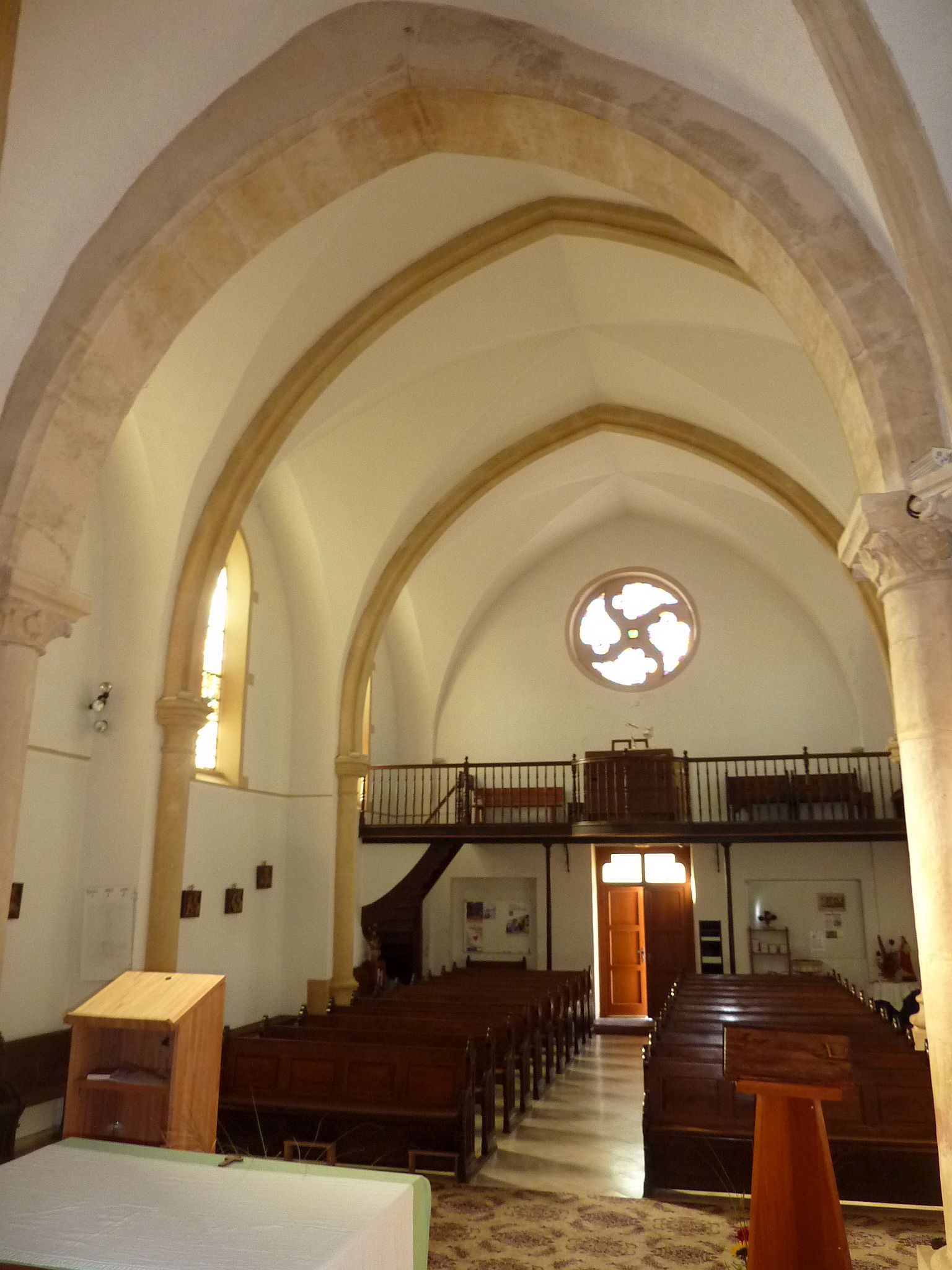